# Cicha Wólka
Cicha Wólka (Duits: Grappendorf; 1938-1945: Kleinbolken) is een plaats in het Poolse woiwodschap Ermland-Mazurië, in het district Olecki. De plaats maakt deel uit van de landgemeente Kowale Oleckie.